# Дробнер, Болеслав
Болеслав Дробнер (пол. Bolesław Drobner; 28 июня 1883, Краков — 31 марта 1968, там же) — польский политический и государственный деятель, революционер, публицист. Первый послевоенный президент Вроцлава.

## Биография
Родом из еврейской семьи, принявшей католицизм (отец Роман Дробнер, мать Анна Фишлер).
Окончил химический факультет Ягеллонского университета в Кракове. Химик.
С 1898 в революционном движении. Член Польской социал-демократической партии Галиции и Силезии-Цешина, затем Польской социалистической партии (ППС).
Во время раскола в ППС в 1900 был одним из организаторов радикальной ППС—Пролетариата (Польской социалистической партии—Пролетариата или Третьего Пролетариата), выступавшей за террор, как форму борьбы с царским самодержавием. Третий Пролетариат Дробнера был активен во время революции 1905—1907 годов в Польше, но в результате репрессий царского правительства прекратил свою деятельность в 1909 г.
В 1919—1921 и 1928—1936 — вновь член Польской социалистической партии.
Лидер ППС — левица в 1922—1928 годах — сторонник сотрудничества с коммунистами.
После присоединения Западной Украины и Западной Белоруссии в 1939 году был арестован органами НКВД. До 1943 находился в заключении.
После освобождения вошëл в состав Польского комитета национального освобождения, временного органа исполнительной власти Польши, в котором отвечал за вопросы труда, социального обеспечения и здравоохранения (1944—1947).
В 1943—1944 — член Президиума Совета Союза польских патриотов.
В 1945 году стал первым президентом Вроцлава.
С 1948 года — член Польской объединённой рабочей партии (ПОРП), в 1956—1957 — секретарь воеводского комитета ПОРП в Кракове.
В 1947—1968 — посол (депутат) Сейма Польши.
Похоронен на краковском Раковицком кладбище.
Сын — Мечислав Дробнер (1912—1986) — польский композитор.

## Награды
- Орден «Знамя Труда» 1-й степени (дважды)
- Большой крест Ордена Возрождения Польши
- Командор со звездой Ордена Возрождения Польши

## Память
- До 1991 года имя Б. Дробнера носил один из Вислинских бульваров в Кракове.
- Его именем названа одна из улиц в центре Вроцлава.